# Puerto Misahuallí
Puerto Misahuallí es una parroquia rural perteneciente al cantón Tena y a la provincia de Napo en la República del Ecuador. Tiene una población de 5393 habitantes (censo de 2010) y 9,60 hab/km². Es además, un puerto fluvial en el río Napo en la Región Amazónica ecuatoriana.

## Datos principales
Misahualli también es conocido por ser un balneario natural de río con arena blanca, ubicado a 30 minutos de la ciudad de Tena, capital de la provincia de Napo. La población está rodeada por bosque húmedo que son el hábitat de monos capuchinos. 
El puerto se encuentra a una altitud aproximada de 517 metros sobre el nivel del mar, y es parte de la selva alta cuya característica principal es la abundante biodiversidad por metro cuadrado, una de las más grandes del mundo en cantidad de especies endémicas de flora y fauna.

## Historia
La parroquia empieza a poblarse a partir de la guerra de 1941, cuando la población de la ribera del río Napo se refugió en el sector. En 1963, se donaron unas hectáreas de terreno a los militares para la construcción de un destacamento.
Con la inauguración de la carretera Puerto Napo-Misahuallí, en el año 1966 y la llegada de las compañías petroleras, la población empieza a crecer. En 1967 un grupo de ciudadanos, solicitan la donación de 7 hectáreas al General Guillermo Rodríguez Lara, Ministro de Defensa y el IERAC (Instituto Ecuatoriano de Reforma Agraria y Colonización) dirigió la colonización del lugar. 
El 30 de abril de 1969, Puerto Misahuallí es elevado a la categoría de Parroquia, siendo el primer Teniente Político el señor Alfonso Cortés. 
Puerto Misahuallí festeja sus fiestas el primero de mayo, coincidiendo con el festejo del patrono de la parroquia San José Obrero. Hasta antes del aparecimiento de la carretera, Misahuallí fue  un puerto con gran movimiento comercial en la ribera de sus ríos. 
Cuentan que en un inicio, no existía cura párroco, debían traerlo desde el Tena, a celebrar misas por la noche; por la falta de energía se utilizaba cera o esperma que la llamaban “hualli”, desde entonces los pobladores dieron el nombre de Misahuallí a la “misa con velas”. También se dice que hualli, significa “troncos”, los que traía abundantemente el río cuando crecía.

## Clima
El clima de Puerto Misahualli se clasifica como clima ecuatorial lluvioso o Af según la clasificación climática de Köppen. El clima de esta región es isotermico caracterizado por una elevada temperatura constante con una media de 23.8 grados anuales y precipitaciones que se extienden durante todo el año con un total de 3803 mm anuales.
| Parámetros climáticos promedio de Puerto Misahuallí | Parámetros climáticos promedio de Puerto Misahuallí | Parámetros climáticos promedio de Puerto Misahuallí | Parámetros climáticos promedio de Puerto Misahuallí | Parámetros climáticos promedio de Puerto Misahuallí | Parámetros climáticos promedio de Puerto Misahuallí | Parámetros climáticos promedio de Puerto Misahuallí | Parámetros climáticos promedio de Puerto Misahuallí | Parámetros climáticos promedio de Puerto Misahuallí | Parámetros climáticos promedio de Puerto Misahuallí | Parámetros climáticos promedio de Puerto Misahuallí | Parámetros climáticos promedio de Puerto Misahuallí | Parámetros climáticos promedio de Puerto Misahuallí | Parámetros climáticos promedio de Puerto Misahuallí |
| Mes                                                 | Ene.                                                | Feb.                                                | Mar.                                                | Abr.                                                | May.                                                | Jun.                                                | Jul.                                                | Ago.                                                | Sep.                                                | Oct.                                                | Nov.                                                | Dic.                                                | Anual                                               |
| --------------------------------------------------- | --------------------------------------------------- | --------------------------------------------------- | --------------------------------------------------- | --------------------------------------------------- | --------------------------------------------------- | --------------------------------------------------- | --------------------------------------------------- | --------------------------------------------------- | --------------------------------------------------- | --------------------------------------------------- | --------------------------------------------------- | --------------------------------------------------- | --------------------------------------------------- |
| Temp. máx. media (°C)                               | 29                                                  | 28.9                                                | 28.9                                                | 28.5                                                | 28.2                                                | 27.7                                                | 27.7                                                | 28.8                                                | 29.6                                                | 29.5                                                | 29.3                                                | 29.5                                                | 28.8                                                |
| Temp. media (°C)                                    | 24.1                                                | 23.9                                                | 24                                                  | 23.7                                                | 23.6                                                | 23.2                                                | 23.6                                                | 23.6                                                | 24.3                                                | 24.3                                                | 24.3                                                | 24.4                                                | 23.8                                                |
| Temp. mín. media (°C)                               | 19.2                                                | 19                                                  | 19.1                                                | 19                                                  | 19.1                                                | 18.7                                                | 18.4                                                | 18.5                                                | 19                                                  | 19.1                                                | 19.3                                                | 19.3                                                | 19                                                  |
| Precipitación total (mm)                            | 232                                                 | 213                                                 | 317                                                 | 401                                                 | 407                                                 | 429                                                 | 359                                                 | 242                                                 | 297                                                 | 332                                                 | 305                                                 | 269                                                 | 3803                                                |
| Fuente: Climate-data                                |                                                     |                                                     |                                                     |                                                     |                                                     |                                                     |                                                     |                                                     |                                                     |                                                     |                                                     |                                                     |                                                     |

## Población
La Parroquia se conforma de 7 barrios (Central, Las Palmas, Chino, 1 de Mayo, Sol de Oriente, Las Chontas y el Pedregal) y 40 asentamientos humanos rurales. El 46,34 % de asentamientos humanos se encuentran alrededor de la cabecera parroquial. En la parroquia el 75,42 % de la población se autoidentifica como indígena, el 25,54 % como mestizo, en otros casos denominados como colonas (son habitantes asentados durante varios años que en su mayoría han migrado de las provincias de la sierra con mayor énfasis de Bolívar, Cotopaxi y Chimborazo), el 2,54 % se denomina blanco, el 0,62 % montubio el 0,23 % afro-ecuatoriano. 
En cuanto a la lengua indígena que habla la población, además de español, el 80% de la población es de origen kichwa descendiente de pueblos originarios de los Quijos, Yumbos los mismos que se asientan en la parte alta y baja del cantón Archidona y de ahí hasta Tena-Arosemena Tola-Chonta Punta y en menos porcentaje en Quijos y Chaco-Baeza.

## Vialidad y transporte
Puerto Misahuallí se encuentra aproximadamente a 4 horas del Aeropuerto de Quito, la vía que conduce a Pto. Misahuallí es la carretera Troncal Amazónica Alterna hasta la ciudad de Tena. De Tena el siguiente paso es dirigirse ya a la Parroquia de Puerto Misahuallí. Las vías están en su totalidad asfaltadas, haciendo que su transcurso sea seguro.

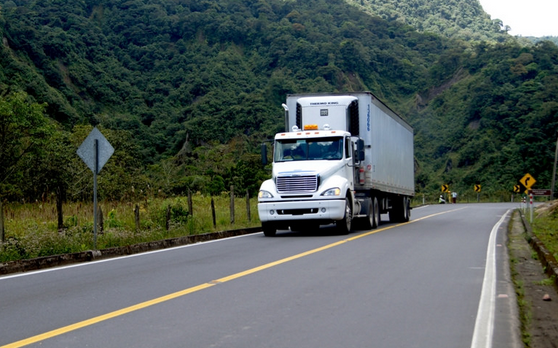
Troncal Amazónica

Transporte Público. Existen actualmente dos cooperativas de transporte que prestan su servicio de Tena hacia Pto. Misahuallí: la Cooperativa de Transporte Jumandy y la Cooperativa de Transporte de pasajeros Centinela del Tena; estos buses parten desde las 6 a. m., 7 a. m. y en adelante cada 45 minutos. 
Para dirigirse a Quito existe solo un bus en todo el día, la Cooperativa de Transporte Amazonas ofrece este servicio siendo su único bus que parte hacia la capital a las 8:30 a. m., o desde la Ciudad del Tena, existen varios buses o taxis.